# Alfred Szczepański (wspinacz)
Alfred Szczepański (ur. 25 maja 1908 w Krakowie, zm. 17 lutego 1954 tamże) – z zawodu technik dentystyczny, w latach międzywojennych jeden z najwybitniejszych polskich wspinaczy, zdobywca wielu dróg skalnych w Tatrach.

## Życiorys
Był synem Ludwika Szczepańskiego i bratem Jana Alfreda Szczepańskiego. Do jego górskich partnerów, poza bratem, należeli m.in. Stanisław Krystyn Zaremba, Jadwiga Honowska, Mieczysław Szczuka, Jan Kazimierz Dorawski, Karol Wallisch, rzadziej również Mieczysław Świerz, Wincenty Birkenmajer i inni. Trudne drogi przechodził najczęściej jako prowadzący.

## Ważniejsze osiągnięcia
- pierwsze przejście północno-wschodnią grzędą Zadniej Bednarzowej Turni (1926)
- pierwsze przejście Grani Wideł od Kieżmarskiego Szczytu do Niżniej Miedzianej Przełączki[1] (1927)
- pierwsze przejście wprost południowo-zachodniego żlebu Koziej Przełęczy Wyżniej (1928)
- pierwsze przejście północno-wschodniej ściany Ponad Kocioł Turni (1929)
- nowa droga w skale i śniegu na Lodowy Szczyt przez Dolinę Śnieżną i Ramię Lodowego (1929)
- pierwsze przejście północno-wschodniej ściany Wielkiej Jaworowej Turni (1930)
- pierwsze przejście północnej ściany Skrajnej Jaworowej Turni (1931)
- pierwsze przejście północną ścianą Wielkiej Teriańskiej Turni (1932)
- ataki na niezdobyte wówczas: północno-wschodnią ścianę Rumanowego Szczytu (1927), zachodnią ścianę Łomnicy (1929)